# ورنون سیول
ورنون سیول (انگلیسی: Vernon Sewell؛ ۴ ژوئیه ۱۹۰۳ – ۲۱ ژوئن ۲۰۰۱) کارگردان، فیلمنامه‌نویس، تهیه کننده و هنرپیشه اهل کشور بریتانیا بود. ای کارگردان در طول زندگی اش، بیش از سی فیلم را کارگردانی کرد. ورنن سیول در سال ۲۰۰۱ و در کشور آفریقای جنوبی درگذشت.

## قسمتی از فیلمشناسی (به عنوان کارگردان)
- محله لاتین
- برک و هیر